# Mount Oxford
Mount Oxford är ett berg i Kanada.   Det ligger i territoriet Nunavut, i den nordöstra delen av landet, 4 100 km norr om huvudstaden Ottawa. Toppen på Mount Oxford är 2 210 meter över havet, eller 235 meter över den omgivande terrängen. Bredden vid basen är 6,5 km.
Terrängen runt Mount Oxford är huvudsakligen lite kuperad. Trakten runt Mount Oxford är nära nog obefolkad, med mindre än två invånare per kvadratkilometer.. Det finns inga samhällen i närheten.
Trakten runt Mount Oxford är permanent täckt av is och snö.